# Herophila fairmairei
Herophila fairmairei là một loài bọ cánh cứng trong họ Cerambycidae.